# CSS Alabama
«Алаба́ма» (англ. CSS Alabama, Корабль Конфедеративных Штатов Америки «Алабама») — винтовой шлюп, построенный в Великобритании для Конфедеративных Штатов Америки во время Гражданской войны в США. Предназначался для крейсерских операций против торгового флота северян. Построен фирмой John Laird Sons and Company по специальному заказу Конфедерации. Спущен на воду 29 июля 1862 года. 24 августа включён в состав флота Конфедерации.

## История
В 1862 году находившийся в Англии капитан Рафаэль Сэмс получил приказ прибыть на Азорские острова, где должен был наблюдать за оснащением нового рейдера — недавно построенного в Британии парохода Enrica. Правительство Великобритании во главе с лордом Палмерстоном не воспрепятствовало его постройке, вопреки прямым протестам посла США в Лондоне.
Судну Enrica, переименованному в CSS Alabama, суждено было стать самым известным рейдером Конфедерации.
Новый крейсер Конфедерации был оснащён как парусами, так и двухцилиндровой горизонтальной паровой машиной John Laird Sons and Company мощностью 300 лошадиных сил (220 кВт), вращавшей латунный двухлопастной винт Гриффитса.

## Последний бой «Алабамы»

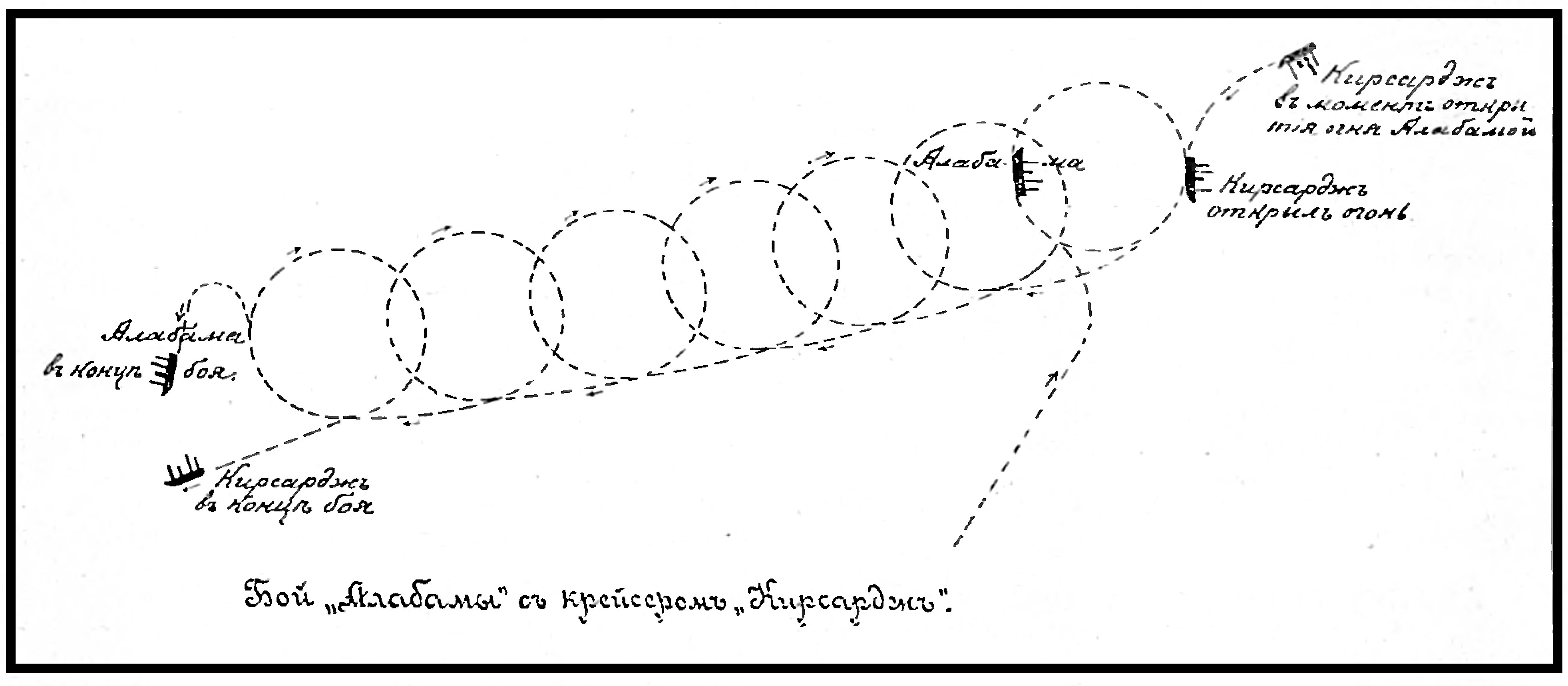
Схема сражения

Построенный в 1861 году паровой шлюп «Кирсардж» имел 1030 тонн водоизмещения и был почти одних размеров с «Алабамой». Артиллерия его состояла из двух 11-дюймовых гладкоствольных пушек Дальгрена, четырёх 32-фунтовых и одной 28-фунтовой нарезных. Машина его была в 400 сил, несколько сильнее, чем у противника. Экипаж «Кирсарджа» состоял из 162 человек под командою капитана Джона Анкрума Уинслоу. Капитан Сэмс решил принять бой. Нападки северян, которые называли его разбойником и трусом, нападающим только на беззащитные суда, раздражали его. Тяжелое, двухлетнее плавание утомило и его, и команду «Алабамы». Надежда увенчать свою блестящую карьеру корсара ослепительной победой над янки, которых он ненавидел, обольщала капитана Сэмса. Он верил в свое счастье и послал командиру «Кирсарджа» вызов на поединок или, вернее, просьбу не уходить. 19 июня «Алабама» вышла из Шербурга в сопровождении французского фрегата «La Couronne», который должен был наблюдать, чтобы противники не нарушили нейтралитета Франции, и английской частной яхты «Deerhound».
Когда «Алабама» вышла из территориальных вод Франции, фрегат повернул обратно. «Кирсардж» шёл впереди «Алабамы», пока не отошел на расстояние 7 миль от берега. В одиннадцатом часу утра он повернул и направился к «Алабаме», которая первая открыла огонь в расстоянии от него одной мили. Затем расстояние уменьшилось, и бой велся на 3½ и на 5 кабельтовых. Оба судна описывали циркуляции, сражаясь правыми бортами. Снаряды «Алабамы» вследствие плохого качества пороха и дистанционных трубок, производили мало вреда, но главное, экипаж её имел меньшую практику в стрельбе, чем экипаж «Кирсарджа» и состоял из людей различных национальностей, что мешало быстро понимать друг друга, тогда как команда «Кирсарджа» принадлежала к одной нации. Командир «Кирсарджа» после часового боя собирался сблизиться для решительной атаки, когда «Алабама» прекратила огонь и, подняв кливер и поставив фор-трисель, пошла к берегу. Капитан Семс пытался накренить её, чтобы заделать пробоины правого борта, но вода быстро заливала топки. Дальнейшее сопротивление было бесполезно, и «Алабама» подняла белый флаг.

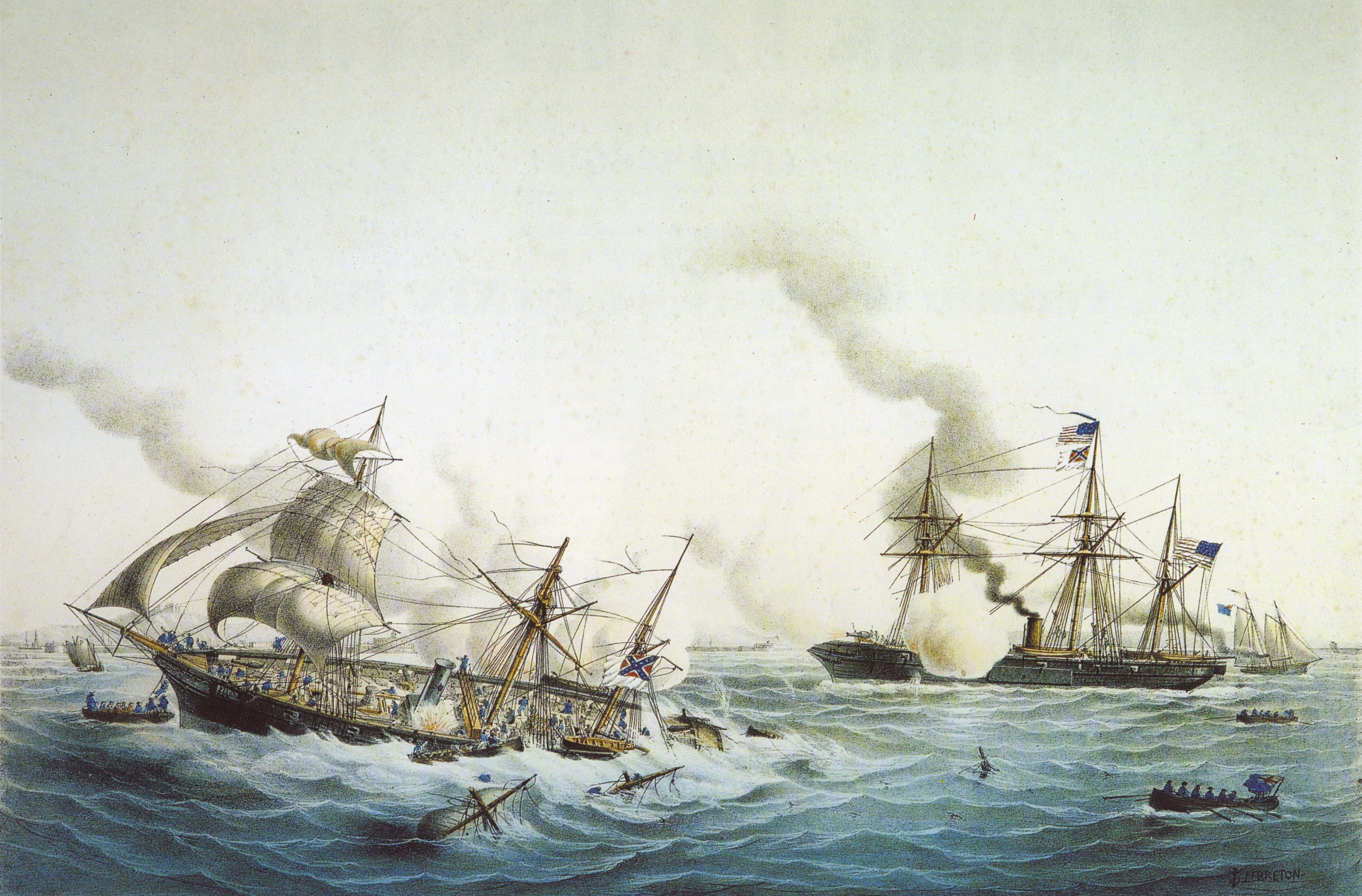
Гибель «Алабамы»

На «Кирсардже» это заметили не сразу и продолжали вести огонь, прекратив его лишь тогда, когда на «Алабаме» спустили шлюпки. Одна из них пошла к «Кирсарджу» для формальной сдачи, на другую погрузили раненых. Через несколько минут «Алабама» затонула, садясь кормой. Яхта «Deerhound», испросив разрешения у командира «Кирсарджа» спасать погибающих, подняла с воды капитана Семса и 40 человек и ушла с ними в Англию. «Кирсардж», вероятно, вследствие трудности спустить после боя шлюпки, медлил с помощью, тем не менее, им было принято на борт 70 человек; несколько человек было взято лоцманскими ботами. Утонуло 19 человек. На «Алабаме» было убито 7 человек и 21 ранен. На «Кирсардже» убит 1 и ранены двое. За время боя «Алабама» выпустила 370 снарядов. Из них попало в корпус «Кирсарджа» 14 и около 30 в его рангоут и такелаж. «Кирсардж» выпустил 173 снаряда, из которых 40 попало в «Алабаму». Очень хорошие качества 11-дюймовых снарядов «Кирсарджа» были, по-видимому, одной из причин его победы над знаменитым крейсером, решительными же факторами были знание своего дела и дисциплина патриотически настроенной команды «Кирсарджа», сражавшейся не из-за платы, а за свою страну.
Раненый в бою Сэмс, не желавший сдавать шпагу врагу, бросил её в море. Он и 41 член его команды были подобраны английской яхтой Deerhound, тем самым избежав плена.
Позднее Сэмс лечился в Англии, где он и члены его команды стали героями. В том же 1864 году (то есть до окончания Гражданской войны) на Севере США, в Нью-Йорке, увидели свет мемуары Р. Сэмса «The cruise of the Alabama and Sumter». После выздоровления бывший командир рейдера благополучно добрался до берегов Конфедерации, и в марте 1865 года его произвели в контр-адмиралы.